# Rudolf Ericsson
Rudolf Ericsson, född 6 november 1872 i Stockholm, död 20 augusti 1937 i Göteborg, var en svensk skridskoåkare som tog guld vid EM 1893 i Berlin.

## Karriär
Rudolf Ericsson och hans bror Frithjof Ericsson var de första skridskoåkarna som klarade av samtliga distanserna i den stora fyrkampen(no) (500, 1 500, 5 000 och 10 000 meter). Han blev därefter den första skridskoåkaren som var etta på herrarnas Adelskalender.
Under 1893 tog Ericsson guld i den första officiella upplagan av EM i hastighetsåkning på skridskor i Berlin. Samma år slutade han tvåa efter Jaap Eden från Nederländerna vid VM i Amsterdam, men tilldelades ingen medalj då endast vinnaren fick medalj på den tiden.
Ericsson hade svenskt rekord på 500 meter mellan 1893 och 1903, 1 500 meter mellan 1893 och 1903 samt 5 000 meter mellan 1892 och 1907.
Ericsson var även en god cyklist; han vann 1891 tre landsvägslopp på höghjuling samt följande år Uppsala–Gävle. Han utförde under 1900-talet ett stort propagandaarbete för idrotten i Göteborg.
Rudolf Ericsson är begravd på Östra kyrkogården i Göteborg.